# Отечественофронтовски правопис
Отечественофронтовският правопис, наричан още съвременен правопис, е името, с което се назовава официалната българска правописна система, която се използва днес. Тази ортография е въведена с цел улесняване и осъвременяване на българския правопис, който до 1945 г. е силно традиционен.

## История
Непосредствено след Освобождението българският език няма официален набор от правописни правила. Най-широко прилаганият български правопис по това време е Дриновският правопис, предложен от Марин Дринов, който е бил силно традиционен и сравнително труден за усвояване от по-голямата част от населението. 
За да реши правописния въпрос, през 1892 г. министърът на народното просвещение Георги Живков назначава комисия, в която влизат преподаватели и филолози: Любомир Милетич, Иван Шишманов, Беньо Цонев и Александър Теодоров-Балан. Правописът, предложен от тях, е повлиян от русофобската политика на правителството на Стефан Стамболов, затова буквите й, ь, ю, я, както и традиционните ѫ и ѭ са изхвърлени от азбуката. Буквата ѣ обаче е запазена, тъй като тя по това време се пише само в думите, които отговарят на ятовото правило: свѣтъ > свят, но свѣтовенъ > световен. Буквите й, ь, ю и я са заменени с i, iу и iа: майка > маiка, миньоръ > минiор, съюзъ > съiуз, ябълка > iабълка. Буквата ѫ се заменя с ъ в корените на думите, а заедно с ѭ се премахват и от глаголните окончания: пѫть > път, метѫтъ > метат, летѭтъ > летiат. Това е първият правописен проект, който премахва ъ и ь от края на думите. Стамболовият правопис не е въведен на практика, с него са написани само няколко статии в списание „Български преглед“. За много общественици по това време този правопис е бил твърде революционен и е скъсвал много традиционни връзки с някои букви, затова е посрещнат със силна съпротива. 
През 1895 г.  новият просветен министър Константин Величков назначава друга комисия, в която влизат членовете на предишната правописна комисия, както и по-консервативно настроените Иван Вазов, Стоян Михайловски, Тодор Влайков и Кръстьо Кръстев. Тази комисия решава да изхвърли само традиционните букви ѣ, ѫ и ѭ. Като се изключи употребата на ъ и ь в края на думите (голямъ, пъть), Величковият правопис напълно съвпада със съвременния, вкл. относно правилото за пълен и кратък член. Този правопис също не се приема официално. Използва се само в списанието „Български преглед“ през периода 1895 – 1896 г. За тогавашната общественост той също се оказва твърде революционен и неприемлив. Правописът на Дринов продължава да е най-широко употребяваният. 
С въвеждането на Иванчевския правопис през 1899 г. правописният въпрос през следващите години остава на заден план. След 1910 г. произведенията на Пенчо Славейков, който изразява несъгласие с правописа на Тодор Иванчов, започват да се печатат с неговия собствен правопис. Той връща ѫ и ѭ в края на глаголите, когато те са под ударение (пѝшатъ, четѫ̀тъ, игра̀ятъ, летѭ̀тъ) и заменя ѫ с ъ в корените на думите. Славейков е против пълното изоставяне на ѣ, но заради графическия вид на буквата пише я на нейно място в творбите си.
През 1921 г. просветният министър Стоян Омарчевски след допитване до правописна комисия, в която участват Беньо Цонев, Александър Теодоров-Балан, Стефан Младенов и др., издава „Упѫтване за общ правопис“, което има за цел да осъвремени и опрости българския книжовен език. Упътването отстранява буквите ъ, ь и ѣ от азбуката и поставя ѫ на всички места в корените на думите, където стои ъ (такѫв, какѫв, фѫстѫк). Също така то заменя синтактичното правило при членуването с правилото за благозвучие, при което се поставя пълен член пред дума, започваща с гласна, и кратък член пред дума, започваща със съгласна. Този правопис е посрещнат по враждебен начин от по-консервативната част на обществото и политическите противници на БЗНС.
През следващата година Александър Теодоров-Балан и Беньо Цонев неуспешно се борят за въвеждането на т.нар. академичен правопис, предложен от БАН, който съвпада с днешния.
В следващите месеци правописният въпрос силно се политизира. Десните среди разглеждат ѣ и ѫ като символи на българщината и като връзки между съвременния български език и старобългарския език. Левите, които са повлияни от Лениновата реформа на руския език, искат отстраняването на буквите ь, ѣ и ѫ, защото според тях тези букви са символи на прекален консерватизъм и великобългарски шовинизъм.
След деветоюнския преврат през 1923 г. и идването на власт на първото правителство на Александър Цанков е възстановен Иванчевският правопис с някои изменения. Правописът на Омарчев обаче продължава да се употребява в левите среди до 1928 г., когато употребата му е забранена. 
През 1924 г. БАН издава нов правописен проект, който повтаря правилата на Величковия правопис, но и този проект е отхвърлен. 
През 30-те и началото на 40-те години на XX век някои езиковеди препоръчват на просветното министерство да се въведат промени в правописа с цел опростяването и осъвременяването му, като същевременно се запазят по-лесно усвоимите етимологически норми. Това предложение не е прието.
След преврата на Отечествения фронт, извършен на 9 септември 1944 г., Министерството на народното просвещение, ръководено от Станчо Чолаков, назначава поредната комисия, която да реши правописния въпрос. Тъй като БРП (к) е най-влиятелната група в ОФ, правописните възгледи на крайно левите среди имат по-голяма тежест, а именно изхвърлянето на ѣ и ѫ от азбуката и на ъ и ь в края на думите. Премахнати са и някои падежни форми. Синтактичното правило при членуване обаче се запазва въпреки съпротивата на по-голямата част от комисията. Отечественофронтовският правопис става официален с наредба-закон, публикуван в „Държавен вестник“ на 27 февруари 1945 г.
В следващите десетилетия дискусиите за правописа касаят най-вече пълния член, падежните форми и употребата на обръщенията „другарю“ и „другарко“ вместо „господине“ и „госпожо“. 
Днес основно се обсъждат правилата за пълния и краткия определителен член, бройната форма и падежните остатъци, тъй като те най-често се грешат.

## Основни положения
Съвременният правопис се основава на морфологичния принцип: всяка морфема се изписва по един начин, независимо как се изговаря.
Корените на думите и всички представки се пишат по един и същи начин:
- рибка [рѝпка] – пише се б, заради корена: риба, рибар
- лов [ло̀ф] – пише се в: ловя, ловец
- дръжка [дръ̀шка] – пише се ж: държа, ключодържател
- вестник [вѐстник] – пише се т: вести
- сборник [збо̀рник] – пише се с, защото това с- е представка
- изпадане [испа̀дане] – пише се з, защото из- е представка
- представа [претста̀ва] – пише се д, защото пред- е представка; не се пише ц, защото став е корен.

Правилното поставяне на буквите о и у, когато са в неударено положение, се помни наизуст.
- обу̀вам [обу̀вам]
- увѝвам [увѝвам]
- предоста̀вям [предоста̀в'ам]

Когато гласният звук в окончанието на миналите свършени причастия изчезва във формите за ж.р. ср.р. и мн.ч. на негово място се изписва ъ, а когато не изчезва — а: 
| м.р.   | ж.р.    | ср.р.   | мн.ч.   |
| ------ | ------- | ------- | ------- |
| рѐкъл  | рѐкла   | рѐкло   | рѐкли   |
| сля̀зъл | сля̀зла  | сля̀зло  | слѐзли  |
| глѐдал | глѐдала | глѐдало | глѐдали |
| вѝкал  | вѝкала  | вѝкало  | вѝкали  |

В тази позиция а и ъ се сближават, защото не са под ударение. Правилното изписване на а и ъ в неударена позиция, в корените на думи като фъстъ̀к [фъстъ̀к] и варя̀ [вар'ъ̀] трябва да се знае наизуст.
Подвижното ъ в групите -ър-/-ръ- и -ъл/-лъ- се изписва там, където се изговаря според североизточните диалекти:
| -ръ, -лъ в едносрични думи | -ър, -ъл в многосрични думи пред една съгласна | -ръ-, -лъ- в многосрични думи пред две и повече съгласни |
| -------------------------- | ---------------------------------------------- | -------------------------------------------------------- |
| гръм                       | гърмя                                          | гръмна                                                   |
| кръв                       | кървав                                         | кръвна                                                   |
| млък                       | мълча                                          | млъкна                                                   |
| глъч                       | гълча                                          | глъчка                                                   |

Звуковете з, д и т се удвояват на границата на две морфеми (един звук от едната морфема и един от другата):
- беззвучен: „без“ е представка, а коренът е „звуч“;
- поддръжник: „под“ е представка, а коренът е „дръж“;
- оттеглям:  „от“ е представка, а коренът е „тег“.

Двойно н се получава, когато формата за м.р. завършва на -нен (коренът завършва на н):
- благосклонен > благосклонна, благосклонно, благосклонни.

Употреба на а и я в окончанията на глаголите от I и II спрежение, сегашно време:
| Лице | I спр         | II спр         |
| ---- | ------------- | -------------- |
| Аз   | чета [четъ̀]   | шумя [шум'ъ̀]   |
| Те   | четат [четъ̀т] | шумят [шум'ъ̀т] |

Буквите а и я в края на глаголите от 1 л. ед.ч. и 3 л. мн.ч. сегашно време се изговарят [ъ] и ['йъ].
Буквата ь се употребява само когато след мека съгласна следва гласният звук о:
- миньор, шофьор, танцьор

Ятовите думи (т.е. думите с променливо я), чиито корени етимологически съдържат ѣ, се изписват според ятовото правило, тоест така, както се изговарят на изток от ятовата граница:
Когато ятовата гласна не е ударена, тя се прегласява в е:
- места̀, световѐ, снеговѐ, хлебопека̀рна

Когато сричката след ятовата сричка съдържа и, е, ю, я, ь или между ятовата гласна и следващата гласна има й или шушкава съгласна (ж, ш, ч или дж), тогава се пише е:
- голѐми, бѐли, цѐли, живѐли, седѐли, видѐли;
- тѐхен, вѐрен, тримѐрен;
- мѐря;
- крѐсльо;
- снѐжна, крайбрѐжна;
- грѐшно, смѐшно;
- прѐчка, слѐпчо;
- грѐйна.

В останалите случаи (тоест когато ятовата гласна е ударена и не се намира пред мека сричка), се пише я на мястото на ятовата гласна:
- мя̀сто, свя̀т, голя̀м, видя̀х, вървя̀, живя̀л, седя̀ла

В някои граматически форми последователно се правят изключения. Например при глаголите в 1 и 2 л. мн.ч. на минало свършено време и при някои причастия променливото я в последната сричка не се прегласява в е:
- вървяхме, вървяхте;
- седяхме, седяхте;
- летящи, четящи;
- стояли, брояли;
- изваяни.

Правилото за променливото я има и многобройни други изключения. То се прегласява в е в някои думи (предимно заети от руския или църковнославянския език):
- вяра — неимоверна;
- мяра — тримерна;
- трябва — употреба;
- звяр — зверска.

Забележка: Не всяко я е променливо. Съществува и постоянно я:
- поляна — поляни;
- тояга — тояги.

Предлозите „във“ и „със“ се изписват само пред думи, които започват с в или ф и съответно със с или з:
- във форма, във водата, в света, в къщата;
- със сянката, със здравето, с приятели, с кучето.

Предлозите „във“ и „със“ се изписват удвоени, когато върху тях пада логическо ударение:
- във или извън стаята;
- със или без тяхното съгласие.

Синтактично правило при употребата на пълен и кратък член при членуване на съществителните и прилагателните имена от м.р.
- С пълен определителен член се членуват подлогът в изречението, именната част на съставното именно сказуемо и техните съгласувани определения и приложения:
  - Ученикът(подлог) обича да решава задачи;
  - Любознтелният(съгласувано определение) ученик обича да учи;
  - Господин Стоянов, учителят(приложение), често се отбиваше до магазина;
  - Най-влиятелният(определение) човек в държавата е царят(съставно именно сказуемо);
- С меката форма на определителния член -ят/-я се членуват всички думи, които завършват на мека съгласна:
  - Думите: път > пътя/ят, кон > коня/ят, цар > царя/ят, ден > деня/ят, зет > зетя/ят, крал > краля/ят, сън > съня/ят, огън > огъня/ят, лакът > лакътя/ят, нокът > нокътя/ят
  - Всички съществителни имена от м.р. които завършват с наставките -ел и -ар: учител > учителя/ят, млекар > млекаря/ят
  - Всички думи, които завършват на й: тролей > тролея/ят, мой > моя/ят, случай > случая/ят
  - Всчики числителни редни имена: пръв > първия/ят, втори > втория/ят
  - Всички прилагателни имена: голям > големия/ят, добър > добрия/ят, красив > красивия/ят

Бройна форма за мн.ч. получават съществителните имена от м.р. за нелица и животни, които завършват на съгласна и са съчетани с числително бройно име или дума за количество:
- три трамвая, девет вълка, колко самолета, толкова вестника

Съществителните имена, изразяващи лица, винаги получават обикновена форма за мн.ч:
- двама войници, трима учители, десет депутати

Обикновената форма за мн.ч. се използва, когато с думите колко и толкова не се изразява количество:
- Погледни колко самолети има на пистата;
- Толкова гълъби не съм виждал;

При изразяване на учтивост, миналите деятелни причастия се променят във формата им за мн.ч. Миналите страдателни причастия обаче остават в ед.ч:
- Госпожо, защо сте притеснена, да не сте забравили нещо?

Окончанието -ме, за 1л. мн.ч. се отстранява, когато глаголът е от I или II спр:
| I спр. | II спр. | III спр. | III (я) спр. |
| ------ | ------- | -------- | ------------ |
| четем  | видим   | гледаме  | стреляме     |

Употреба на възвратното притежателно местоимение:
- Той виждаше в огледалото своя образ.
- Тя се съюзи с приятелите си.
- Те отиват да се срещнат със своя учител.
- Аз не съм се срещал с родителите си от много време.
- Срещнах се със своя братовчед вчера.

Употреба на винителен падеж при местоименията, когато те се използват за лица и служат като допълнение в изречението:
- Предадох книгата на когото трябваше.
- Кого срещна днес?
- Тя не се е допитала до никого.
- Трябва да намерим някого.

Единична употреба на звателния падеж:
- Господине!
- Госпожо!
- Председателю!
- Господин председател!
- Госпожо председател!